# Botrynema ellinorae
Botrynema ellinorae is een hydroïdpoliep uit de familie Halicreatidae. De poliep komt uit het geslacht Botrynema. Botrynema ellinorae werd in 1909 voor het eerst wetenschappelijk beschreven door Hartlaub. 